# 菲尼克斯 (密歇根州)
菲尼克斯（英語：Pheonix）是位於美國密歇根州基威諾縣霍頓鎮區的一個非建制地區。

## 地理
菲尼克斯所處的海拔為高於海平面282米（即925英呎），而該地所採用的時區為UTC-5，即北美东部時區（EST）。同時該地設有夏令時間，為UTC-5調快一小時，即UTC-4（EDT）。